# Natalus stramineus
Natalus stramineus е вид бозайник от семейство Natalidae.

## Разпространение
Видът е разпространен в Ангуила, Антигуа и Барбуда, Гваделупа, Доминика, Мартиника, Монсерат и Сейнт Китс и Невис.